# 보로디얀카 폭격
보로디얀카 마을에 대한 폭격은 2022년 3월 경 보로디얀카 마을이 2022년 러시아의 우크라이나 침공 중 러시아군의 폭격을 받은 일이다.
볼로디미르 젤렌스키는 부차 학살을 알게 된 지 일주일 후인 2022년 4월 7일 마을의 대대적인 파괴를 보고했고, 2022년 4월 17일 기준, 우크라이나 국가 긴급 구조대는 41구의 시신을 발견했다.

## 러시아의 공격
2022년 러시아의 우크라이나 침공 이전 키이우 북쪽의 조용했던 "작은 마을" 보로디얀카에는 대략 13,000명의 주민이 있었다.
러시아군이전략적으로 중요한 도로가 있는 보로디얀카와 키이우 근방에서 전투를 벌이는 동안 마을은 여러 공습의 표적이 되었다. 우크라이나 검찰총장 이리나 베네딕토바에 따르면 러시아군은 집속탄과 토네이도 및 우라간 로켓을 사용하여 건물을 파괴하고 "가장 많은 인원이 집에 있는 밤에" 발포했다고 한다. 거의 모든 주요 거리와 도시의 건물 대부분이 파괴되었다 러시아 폭탄은 건물의 중앙을 강타하여, 철골은 그대로인 채 건물만 무너뜨렸다. 국방부 장관 올렉시 레즈니코우는 많은 주민들이 공습으로 생매장되었으며 최대 일주일 동안 죽은 채로 있었다고 말했다. 또한 그들을 도우러 간 사람들이 러시아 군인들에게 총을 맞았다고 말했다.
베네딕토바는 민간인에 대한 러시아군의 "살인, 고문 및 구타"를 규탄했다.
일부 주민들은 38일 동안 동굴에 숨어 있었다. 2022년 3월 26일, 러시아는 키이우에서 쫓겨났고 돈바스에 집중하기 위해 이 지역에서 점진적으로 철수했다. 보로디얀카 시장은 러시아 호송대가 마을을 지나갈 때마다 러시아 군인들이 열린 창문을 통해 발포했다고 말했다. 그는 최소 200명이 사망한 것으로 추정했다.
러시아군이 철수할 때까지 보로디얀카에 남은 주민은 겨우 몇 백 명에 불과했다. 주민의 약 90%가 탈출했고 알 수 없는 수의 사람들이 잔해 속에서 사망했다. 러시아군은 퇴각하며 마을 전체에 지뢰를 놓았다.

## 전후 복구
《프랑스 통신사》는 4월 5일 보로디얀카에 도착했다. 《AFP》는 시신을 발견하지 못했지만 광범위한 파괴와 일부 주택은 "더 이상 존재하지 않는다"고 보도했다. 인명 피해는 여전히 불분명하다. 한 주민은 최소 5명의 민간인이 사망한 것을 알고 있었지만 나머지는 잔해 아래에 있었고 아무도 구출하려고 시도하지 않았다고 보고했다.
4월 7일, 베네딕토바는 파괴된 두 건물의 잔해에서 26구의 시신이 최초 발견되었다고 발표했다. 그녀는 보로디안카가 "이 지역에서 가장 파괴된 도시"이며 "민간인만 목표로 삼았고 군사 시설은 없었다"고 강조했다. 대통령 볼로디미르 젤렌스키는 이후 보로디안카의 사망자 수가 부차보다 "더 심했다"고 말했다.
라디오 방송국 《Europe 1》은 러시아인들이 떠난 지 열흘이 지났지만, 시신을 존엄하게 매장하기 위해 소방관들이 잔해에서 수습하고 있다고 보도했다. 그러나 다른 건물이 무너질 위험이 있어 작업이 어려웠다다. 매일 더 많은 시체가 발견되었다. 지역 영안실은 포화되었고 시체는 100km 이상을 옮겨야 했다.

## 같이 보기
- 2022년 러시아의 우크라이나 침공 중 전쟁 범죄